# کاوش‌های باستان‌شناسی نجات‌بخشی در محدوده سد داریان

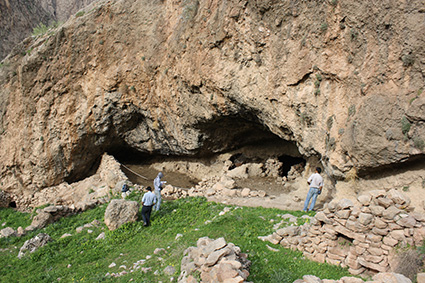
یکی از پناهگاه‌های کاوش‌شده مربوط به دورۀ پارینه‌سنگی میانی در نزدیکی روستای حجیج

سد داریان بر روی رود سیروان، در نزدیکی شهر نودشه، شهرستان پاوه و در مجاورت روستای داریان است. تکمیل و آبگیری این سد در سال ۱۳۹۴ باعث غرقاب حواشی رودخانه سیروان و دو شاخابه آن یعنی ژاوه رو و گردلان در مسافتی بطول ۲۵ کیلومتر شد. یک سال پیش از شروع آبگیری سد و به‌منظور نجات آثار باستانی موجود در منطقه، چند تیم باستان‌شناسی از پژوهشکده باستان‌شناسی میراث فرهنگی تحت نظر فریدون بیگلری کاوش‌هایی را در اطراف روستاهای هجیج، ناو، اسپریز، روآر و هواس آوا انجام دادند. این کاوشها اطلاعات جدیدی از پیش از تاریخ و اوایل دوران تاریخی در منطقه کم شناخته هورامان را ارایه کرد.
آثاری از چند دوره پارینه‌سنگی در غارهای منطقه کشف شد که نشان می‌دهد شکارگران اولیه از پیش از چهل هزار سال پیش تا حدود دوازده هزار سال پیش در دره رودخانه سیروان می‌زیستند. آثار یافت شده شامل ابزارهای سنگی، استخوان حیوانات شکار شده و بقایای اجاق است که مربوط به دوره‌های پارینه‌سنگی میانی، پارینه‌سنگی جدید و فراپارینه‌سنگی است. یکی از یافته‌های مهم در این کاوشها شناسایی و کاوش یک پناهگاه صخره‌ای بنام «مرو دارای» با آثاری از دوره پارینه‌سنگی میانی است که احتمالاً بین چهل تا بیش از هفتاد هزار سال قدمت دارد. بررسی‌های اولیه بقایای جانوری نشان می‌دهد که ساکنان این پناهگاه در کوه شاهو و ارتفاعات مشرف به دره سیروان به شکار بزکوهی و احتمالاً قوچ می‌پرداختند که بقایای سنگواره آن‌ها با آثار سوختگی و شکستگی همراه با ابزارهای سنگی استفاده شده کشف شد.
با توجه به اینکه سنگواره انسان‌های این دوره در غاربیستون و غار شانیدر یافت شده، ساکنان این مکان نیز احتمالاً از نوع انسان نئاندرتال بوده‌اند که در حدود چهل هزار سال پیش نسل آن‌ها منقرض شد. با انقراض این انسان، انسان هوشمند جدید وارد منطقه شده که آثار سکونت آنها در دو غار و پناهگاه دیگر در همین ناحیه یافت شده‌است که مهمترین آنها غار کناچه است.

همچنین آثاری از سکونت انسان در عصر آهن با قدمت نزدیک به سه هزار سال در نزدیکی روستای روآر یافت شد که شامل چند سکونتگاه و یک گور بزرگ سنگی با سقف گنبدی شکل است. این گور سنگی احتمالاً از قدیمی‌ترین شواهد گنبد سازی در غرب زاگرس است که با شیوه خشکه‌چین ساخته شده‌است.

لازم است ذکر شود که اکثر این مکان‌های با ارزش در جریان آبگیری سد داریان غرقاب شده و با این اتفاق بخش بزرگی از تاریخ منطقه هورامان برای همیشه به زیر آب رفت.